# 商对客
商对客（Direct-to-consumer，D2C，又称“Business-to-consumer”，B2C）是指生產商绕过第三方零售商、批发商或中间商直接向客户销售产品的銷售模式。生產商通常以电子商务的方式直接向消费者销售產品。 2021年，美国的生產商以电子商务的模式直接向客户销售商品以及服務的總額超过1280亿美元。 